# Michał Jakóbowski
Michał Jakóbowski (Radziejów, 8 settembre 1992) è un calciatore polacco, centrocampista del Noteć Czarnków.

## Caratteristiche tecniche
È un'ala sinistra, ma può giocare anche sulla fascia opposta. Nonostante non sia molto alto, è dotato di un fisico massiccio grazie al quale in passato ha ricoperto anche il ruolo di falso 9. 

## Carriera
Cresciuto nelle giovanili del Lech Poznań, nel mercato di riparazione del 2012 passa in prestito per un anno e mezzo all'altra squadra della città, il Warta. Esordisce nel calcio professionistico il 1º aprile successivo, disputando da titolare l'intero match di I liga (seconda divisione polacca) contro il Sandecja, durante il quale realizza anche una rete. L'annata si rivela positiva per lui, che colleziona undici presenze sulle quattordici disputate dagli zieloni mettendo anche a segno due reti. 
Il 2012-2013 gioca la maggior parte degli incontri da titolare, ma non riesce a segnare. Alla fine del campionato il Warta retrocede e Jakóbowski fa ritorno al Lech.
Riconfermato in prima squadra, il 23 settembre esordisce in Ekstraklasa subentrando al compagno di squadra Daylon Claasen negli ultimi dieci minuti dell'incontro vinto 0-2 sul campo del Piast Gliwice. Gli viene concessa un'altra possibilità sei giorni più tardi nel match interno contro il Widzew Łódź, e nuovamente a dicembre contro il Wisła Kraków. Queste tre, tuttavia, si riveleranno le uniche apparizioni in tutto il campionato. A fine anno viene svincolato, e firma con il Bytovia Bytów, squadra di seconda divisione.
Resta in Pomerania per due anni, totalizzando quarantotto partite e sei reti, prima di accasarsi al Chojniczanka Chojnice, anch'essa militante in I liga. Dopo appena una stagione torna nuovamente al Bytovia, dove vive un'ottima annata segnando cinque reti in trentuno match disputati. 
La stagione 2018-2019 inizia nuovamente a Bytów, ma nel mercato invernale arriva la chiamata del Warta Poznań, club nel quale aveva esordito sei anni prima e in totale ricostruzione dopo il passaggio di proprietà. Jakóbowski accetta ed esordisce per la seconda volta con gli zieloni il 2 marzo, giocando curiosamente proprio contro il Bytovia. Una settimana più tardi, nella gara interna contro il Podbeskidzie, realizza la sua prima rete con il Warta dopo il suo ritorno. 
Nel 2019-2020 partecipa alla storica cavalcata degli zieloni, giocando da titolare la maggior parte delle partite e realizzando cinque reti nella regular season. Il 28 luglio 2020, durante la semifinale degli spareggi promozione contro il Nieciecza, segna il gol che permette ai suoi di accedere alla finale. Schierato nuovamente titolare, dà nuovamente il proprio contributo procurandosi un calcio di rigore che Mateusz Kupczak trasforma per il 2-0 finale che regala al Warta un'inaspettata promozione in Ekstraklasa.
Dopo sette anni torna così nella massima serie polacca, dove esordisce da titolare il 23 agosto nel match interno contro il Lechia Gdańsk. In occasione della stessa partita, a causa di una doppia simulazione, viene espulso da parte di Szymon Marciniak. A causa del regolamento polacco, che non prevede la sospensione per le partite successive a seguito di doppia ammonizione, è di nuovo titolare alla seconda giornata e così resta per tutte le prime gare di campionato. Il 5 dicembre 2020 realizza il suo primo gol in Ekstraklasa sul campo dello Jagiellonia Białystok, nella sconfitta per 4-3 degli zieloni. Si ripete una settimana più tardi, accorciando con un colpo di testa nell'area piccola lo svantaggio di 0-2 contro il Pogon Szczecin, che non basta tuttavia ad evitare la terza sconfitta consecutiva per il Warta.

## Statistiche

### Presenze e reti nei club
Statistiche aggiornate al 22 maggio 2022.
| Stagione        | Squadra               | Campionato      | Campionato | Campionato | Coppe nazionali | Coppe nazionali | Coppe nazionali | Coppe continentali | Coppe continentali | Coppe continentali | Altre coppe | Altre coppe | Altre coppe | Totale | Totale |
| Stagione        | Squadra               | Comp            | Pres       | Reti       | Comp            | Pres            | Reti            | Comp               | Pres               | Reti               | Comp        | Pres        | Reti        | Pres   | Reti   |
| --------------- | --------------------- | --------------- | ---------- | ---------- | --------------- | --------------- | --------------- | ------------------ | ------------------ | ------------------ | ----------- | ----------- | ----------- | ------ | ------ |
| feb.-mag. 2012  | Warta Poznań          | 2L              | 11         | 2          | PP              | 0               | 0               | -                  | -                  | -                  | -           | -           | -           | 11     | 2      |
| 2012-2013       | Warta Poznań          | 2L              | 29         | 0          | PP              | 3               | 0               | -                  | -                  | -                  | -           | -           | -           | 32     | 0      |
| 2013-2014       | Lech Poznań           | E               | 3          | 0          | PP              | 0               | 0               | -                  | -                  | -                  | -           | -           | -           | 3      | 0      |
| 2014-2015       | Bytovia Bytów         | 1L              | 26         | 2          | PP              | 1               | 0               | -                  | -                  | -                  | -           | -           | -           | 27     | 2      |
| 2015-2016       | Bytovia Bytów         | 1L              | 22         | 4          | PP              | 3               | 0               | -                  | -                  | -                  | -           | -           | -           | 25     | 4      |
| 2016-2017       | Chojniczanka Chojnice | 1L              | 23         | 2          | PP              | 2               | 1               | -                  | -                  | -                  | -           | -           | -           | 25     | 3      |
| 2017-2018       | Bytovia Bytów         | 1L              | 31         | 5          | PP              | 6               | 0               | -                  | -                  | -                  | -           | -           | -           | 37     | 5      |
| 2018-feb. 2019  | Bytovia Bytów         | 1L              | 21         | 4          | PP              | 2               | 0               | -                  | -                  | -                  | -           | -           | -           | 23     | 4      |
| feb.-mag. 2019  | Warta Poznań          | 1L              | 12         | 1          | PP              | 0               | 0               | -                  | -                  | -                  | -           | -           | -           | 12     | 1      |
| 2019-2020       | Warta Poznań          | 1L              | 33         | 6          | PP              | 1               | 0               | -                  | -                  | -                  | -           | -           | -           | 34     | 6      |
| 2020-2021       | Warta Poznań          | E               | 22         | 2          | PP              | 3               | 0               | -                  | -                  | -                  | -           | -           | -           | 25     | 2      |
| 2021-2022       | Warta Poznań          | E               | 15         | 0          | PP              | 1               | 0               | -                  | -                  | -                  | -           | -           | -           | 16     | 0      |
| Totale carriera | Totale carriera       | Totale carriera | 248        | 27         |                 | 22              | 1               |                    | -                  | -                  |             | -           | -           | 270    | 29     |